# Lea Vergine
Lea Vergine de son vrai nom Lea Buoncristiano, née le 5 mars 1936 à Naples (Italie) et morte le 20 octobre 2020 à Milan, est une historienne de l'art et commissaire d'exposition italienne. Elle est considérée comme une figure centrale de la critique contemporaine en Italie.

## Biographie
Lea Buoncristiano naît le 5 mars 1936 à Naples,. Ses grands-parents bourgeois la retirent à sa mère, jugée d’origine trop modeste. Lea Vergine grandit avec eux, sur le même palier que sa mère, mais dans un environnement différent. Ses deux jeunes frères restent avec leur mère et meurent jeunes à cause de maladies. Elle étudie au lycée classique Humbert Ier, puis à la faculté de philosophie, qu’elle abandonne à 19 ans pour écrire dans des revues et journaux locaux,. À la même époque, elle se marie avec Adamo Vergine, un psychologue plus âgé qu’elle,. Elle utilise le nom Vergine, qu’elle conservera toute sa vie — y compris après son divorce —, pour signer ses livres et articles.
Jeune critique d’art, elle entre souvent en conflit avec un monde de l’art encore profondément patriarcal. Dans les années 1960, elle tient une conférence à l’Académie des beaux-arts de Naples lors de laquelle elle est assise derrière une table qui laisse ses jambes visibles. Un journaliste qui couvre la conférence pour L’Unità écrit que « les gens sont venus pour voir ses jambes, pas pour l’écouter ». Vergine attaque le journaliste en justice, qui est condamné à lui verser 300 000 lires. À 26 ans, elle rédige le texte d’une des premières expositions sur Lucio Fontana à Naples. L’écrivain Luigi Compagnone (it) s’en indigne car elle parle de « trous » pour décrire l’œuvre de Fontana, et l’accuse de perversion sexuelle. Vergine l’attaque également en justice.
Elle s’intéresse à l’époque à l’art cinétique, et collabore avec les critiques Eugenio Battisti (it) et Giulio Carlo Argan. Ce dernier lui fait rencontrer Enzo Mari, avec lequel Vergine collabore un an sur la revue d’avant-garde Linea Struttura. La revue est un échec, et un seul numéro est publié. Après la fin du projet, Vergine et Mari, tous deux mariés jeunes, tombent amoureux. Lea Vergine se sépare de son mari et commence à vivre avec Enzo Mari, à une époque où le divorce n’est pas encore autorisé en Italie. En 1968, le couple est dénoncé pour concubinage, et déménage à Milan, dans le quartier Magenta.
Vergine collabore avec les principaux quotidiens italiens, comme le Manifesto et le Corriere della Sera, ainsi qu’à des revues comme Domus.
En 1974, elle publie son premier ouvrage Body art e storie simili: il corpo come linguaggio (en français : « Body art et histoires similaires : le corps comme langage »), avec lequel elle est une des premières à définir et faire connaître l'art de la performance,,.
En 1978, elle divorce et se marie avec Enzo Mari pour éviter des problèmes administratifs à leur enfant à venir.
Au printemps 1980, elle organise l’exposition L'altra metà dell'avanguardia 1910-1940, pittrici e scultrici nei movimenti delle avanguardie storiche (L'Autre moitié de l'avant-garde, 1910-1940 : peintres et sculptrices dans les mouvements d’avant-garde historiques en français) au palais royal de Milan, issue de quinze mois de recherches dans les musées, de voyages et de rencontres avec des artistes. L’exposition est plus tard montrée à Rome, Venise, Amsterdam et Stockholm. C’est la première exposition en Italie à montrer une histoire de l’art moderne d’un point de vue féminin. Vergine apporte une contribution fondamentale aussi bien dans son approche critique que dans sa réévaluation de l’art féminin, en montrant l’apport des femmes aux mouvements artistiques de la première moitié du XXe siècle,. Elle en tire également de nombreux ouvrages. 
Elle participe également à faire connaître l'artiste Carol Rama.
En 2016, Lea Vergine publie L’arte non è faccenda di persona perbene, un livre de souvenirs sur sa carrière. 
Elle meurt le 20 octobre 2020 de la covid-19, un jour après son mari, Enzo Mari, à l’hôpital San Raffaele de Milan,,.

## Reconnaissance
Vergine est considérée comme une figure centrale de la critique contemporaine en Italie, notamment pour son écriture d'une histoire de l'art fait des artistes femmes,. Ses travaux sont rapprochés de ceux de la critique d'art Carla Lonzi. La directrice du MADRE Kathryn Weir la décrit comme une « femme à l’avant-garde et critique extraordinaire »,. Après l’annonce de sa mort, le ministre pour les Biens et Activités culturels Dario Franceschini écrit qu’« un autre pilier de la culture italienne disparaît », mais que « son travail dans la critique d’art et l’organisation d’innombrable expositions laisse une profonde trace »,.

## Publications
- (it) Lea Vergine, Body art e storie simili: il corpo come linguaggio, Prearo, 1974 (ISBN 978-88-8118-680-8, lire en ligne), réédité en 2000 chez Skira
- (it) Lea Vergine, Attraverso l'Arte. Pratica politica. Pagare il '68, Arcana, 1976
- (it) Lea Vergine, Dall'Informale alla Body Art. Dieci voci dell'Arte Contemporanea: 1960/1970, Gruppo Editoriale Forma, 1976
- (it) Lea Vergine, L'altra metà dell'avanguardia, 1910-1940: pittrici e scultrici nei movimenti delle avanguardie storiche, Mazzotta, 1980 (lire en ligne), publié en français sous le titre L'autre moitié de l'avant-garde, 1910-1940 aux Éditions des femmes, en 1982[12].
- (it) Lea Vergine, L'Arte ritrovata, Rizzoli, 1982
- (it) Lea Vergine, Capri. Frammenti postumi con Emanuela Fermani e Sergio Lambiase, Feltrinelli, 1983
- (it) Lea Vergine, Arte programmata e cinetica 1953-1963. L'ultima avanguardia, Gabriele Mazzotta, 1983
- (it) Lea Vergine, L'Arte in gioco, Garzanti, 1988
- (it) Lea Vergine, Gli ultimi eccentrici, Rizzoli, 1990
- (it) Lea Vergine, L'arte in trincea. Lessico delle tendenze artistiche 1960-1990, Skira, 1996
- (it) Lea Vergine, Ininterrotti transiti, Rizzoli, 2001
- (it) Lea Vergine, Schegge. Ester Coen intervista Lea Vergine sull'arte e la critica contemporanea, Skira, 2001
- (it) Lea Vergine, Annette Messager. Pudique, publique, con Storr Robert, Gli Ori, 2002
- (it) Lea Vergine, Parole sull'arte. 1965-2007, il Saggiatore, 2008
- (it) Lea Vergine, La vita, forse l'arte, Archinto, 2014 (ISBN 978-88-7768-651-0, lire en ligne)
- (it) Lea Vergine, L'arte non è faccenda di persone perbene, Rizzoli Libri, 2016 (ISBN 978-88-586-8652-2, lire en ligne)